# Ґзін
Ґзін (пол. Gzin, нім. Kisin) — село в Польщі, у гміні Домброва-Хелмінська Бидґозького повіту Куявсько-Поморського воєводства.
Населення — 611 осіб (2011).
У 1975-1998 роках село належало до Бидгощського воєводства.

## Демографія
Демографічна структура станом на 31 березня 2011 року:
|          | Загалом | Допрацездатний вік | Працездатний вік | Постпрацездатний вік |
| -------- | ------- | ------------------ | ---------------- | -------------------- |
| Чоловіки | 315     | 67                 | 225              | 23                   |
| Жінки    | 296     | 66                 | 183              | 47                   |
| Разом    | 611     | 133                | 408              | 70                   |